# Laura Godino
Laura Godino (ur. 14 czerwca 2003) – włoska zapaśniczka walcząca w stylu wolnym. 
Zajęła dziesiąte miejsce na mistrzostwach Europy w 2024. Srebrna medalistka MŚ wojskowych w 2023 i brązowa w 2024. Druga na ME kadetek w 2018 roku.